# Dutch Juniors 2019
Das Dutch Juniors 2019 fand als bedeutendstes internationales Nachwuchsturnier der Niederlande im Badminton vom 27. Februar bis zum 3. März 2019 in Haarlem statt.

## Sieger und Platzierte
| Disziplin    | Gold                               | Silber                   | Bronze                                     |
| ------------ | ---------------------------------- | ------------------------ | ------------------------------------------ |
| Herreneinzel | Liu Liang                          | Christian Adinata        | Park Hyeon-seung                           |
| Herreneinzel | Liu Liang                          | Christian Adinata        | Brian Yang                                 |
| Dameneinzel  | Han Qianxi                         | Riko Gunji               | Kim Ga-lam                                 |
| Dameneinzel  | Han Qianxi                         | Riko Gunji               | Stephanie Widjaja                          |
| Herrendoppel | Di Zijian Wang Chang               | Dai Enyi Feng Yanzhe     | Leo Rolly Carnando Daniel Marthin          |
| Herrendoppel | Di Zijian Wang Chang               | Dai Enyi Feng Yanzhe     | Takuma Kawamoto Tsubasa Kawamura           |
| Damendoppel  | Nita Violina Marwah Putri Syaikah  | Luo Xumin Zhou Xinru     | Dinda Dwi Cahyaning Indah Cahya Sari Jamil |
| Damendoppel  | Nita Violina Marwah Putri Syaikah  | Luo Xumin Zhou Xinru     | Guo Lizhi Li Yijing                        |
| Mixed        | Daniel Marthin Nita Violina Marwah | Feng Yanzhe Lin Fangling | Noh Min-woo Kim Ga-lam                     |
| Mixed        | Daniel Marthin Nita Violina Marwah | Feng Yanzhe Lin Fangling | Sirawit Sothon Pornnicha Suwatnodom        |